# Kristina Törnqvist
Anna Kristina Törnqvist, född 19 juli 1963 i Täby, är en svensk skådespelare.

## Biografi
Törnqvist spelade teater på högstadiet och vid gymnasiet Franska skolan och tog även sånglektioner för Torsten Föllinger. Efter studenten medverkade hon på Dramaten i Ingmar Bergmans uppsättning av Kung Lear. 1984–87 utbildade hon sig vid Scenskolan i Göteborg och gjorde sin praktik vid Göteborgs stadsteatern med roller i Tre systrar och Den kaukasiska kritcirkeln. Sedan 1989 tillhör hon Dramatens fasta ensemble.
Hon filmdebuterade 1987 i rollen som en piga i Bille August Pelle Erövraren, vilket också kom att bli hennes genombrott. Hon har uppmärksammats för sina svala och sällsamma utstrålning, vilken kommit till uttryck i Lars Noréns Hebriana (1990) och i sjukhusserien S:t Mikael (1999). Hon hade även en större roll som neurolog i filmen En sång för Martin (2001).
Törnqvist har varit med i sommarteatern Söderblomspelet i Trönö, Hälsingland sedan 2005, där hon gör en av de större rollerna. Söderblomspelet startade 1986 och har setts av cirka 80 000 personer.

## Priser och utmärkelser
- 2012 – O'Neill-stipendiet
- 2013 – Litteris et Artibus
- 2018 - Carl Åkermarks stipendium[2]

## Filmografi
- 1987 – Pelle Erövraren
- 1989 – Hassel – Terrorns finger
- 1990 – Från de döda
- 1990 – Hebriana
- 1990 – Nigger
- 1991 – Renässans
- 1991 – Teatermakarna
- 1991 – Underjordens hemlighet
- 1994 – Cool
- 1994 – Zorn
- 1995 – En nämndemans död (TV-serie)
- 1997 – Svensson, Svensson - filmen
- 1999 – S:t Mikael (TV-serie)
- 2000 – Brottsvåg (TV-serie)
- 2001 – En sång för Martin
- 2001 – Hem ljuva hem
- 2002 – Farbror Franks resa
- 2003 – Skenbart – en film om tåg
- 2004 – Så som i himmelen
- 2006 – Exit
- 2009 – De halvt dolda (TV-serie)
- 2010 – Tindra
- 2012 – Livstid

## Teater

### Roller (ej komplett)
| År   | Roll                                                     | Produktion                                                                                  | Regi                  | Teater   |
| ---- | -------------------------------------------------------- | ------------------------------------------------------------------------------------------- | --------------------- | -------- |
| 1990 | Emerentia Polhem                                         | Carl XII August Strindberg                                                                  | Jan Bergman           | Dramaten |
| 1991 | Synnöve Gubbens dotter Synnöve Dåre Finn, i tredje delen | Peer Gynt Henrik Ibsen                                                                      | Ingmar Bergman        | Dramaten |
| 1992 | En flicka                                                | På flykt (逃亡) Gao Xingjian                                                                | Björn Granath         | Dramaten |
| 1992 | Muller                                                   | Tiden är vårt hem Lars Norén                                                                | Björn Melander        | Dramaten |
| 1997 | Dunjasja                                                 | Körsbärsträdgården (Вишнёвый сад eller Visjnjovyj sad) Anton Tjechov                        | Peter Langdal         | Dramaten |
| 1999 | Fru de Lorche                                            | Markurells i Wadköping Hjalmar Bergman                                                      | Peter Dalle           | Dramaten |
| 2004 | Li Hua                                                   | Tre knivar från Wei Harry Martinson                                                         | Staffan Valdemar Holm | Dramaten |
| 2008 | Drottning Margareta Leijonhufvud                         | Tre kronor August Strindberg                                                                | Åsa Kalmér            | Dramaten |
| 2009 | Veronicque Houillé                                       | Massakerguden (Le Dieu du carnage) Yasmina Reza                                             | Staffan Roos          | Dramaten |
| 2009 | Journalisten                                             | Scener ur ett äktenskap Ingmar Bergman                                                      | Stefan Larsson        | Dramaten |
| 2010 | Ivy Weston                                               | En familj - August: Osage County (August: Osage County) Tracy Letts                         | Stefan Larsson        | Dramaten |
| 2012 | Lydia Ekdahl                                             | Fanny och Alexander Ingmar Bergman                                                          | Stefan Larsson        | Dramaten |
| 2015 | Modern                                                   | Beckomberga Sara Stridsberg                                                                 | Annika Silkeberg      | Dramaten |
| 2016 | Linda                                                    | Deformerad persona Mattias Andersson och Ylva Andersson                                     | Mattias Andersson     | Dramaten |
| 2016 | Lydia Ekdahl                                             | Fanny och Alexander Ingmar Bergman                                                          | Stefan Larsson        | Dramaten |
| 2017 | Vårdaren Servitrisen                                     | Försökskaninerna Marie-Louise Ekman                                                         | Marie-Louise Ekman    | Dramaten |
| 2018 | Hennes nåd                                               | Påklädaren (The Dresser) Ronald Harwood                                                     | Eva Dahlman           | Dramaten |
| 2019 | Dolly                                                    | Orfeus stiger ner (Orpheus descending) Tennessee Williams                                   | Runar Hodne           | Dramaten |
| 2019 | Léonie                                                   | Evakuering: De förskräckliga föräldrarna (Les Parents terribles) Jean Cocteau               | Rebecka Hemse         | Dramaten |
| 2020 | Delio                                                    | Furstinnan av Amalfi (The Duchess of Malfi) John Webster                                    | Suzanne Osten         | Dramaten |
| 2020 |                                                          | Kvinnostaden (La Cité des Dames) Christine de Pizan                                         | Staffan Valdemar Holm | Dramaten |
| 2021 |                                                          | Den yttersta minuten Mattias Andersson                                                      | Mattias Andersson     | Dramaten |
| 2021 | Polina                                                   | Måsen (Чайка, Tjajka) Anton Tjechov                                                         | Lyndsey Turner        | Dramaten |
| 2022 | Anna                                                     | Natthärbärget (На дне, Na dne) Maksim Gorkij                                                | János Szász           | Dramaten |
| 2022 |                                                          | Brott och straff (Преступление и наказание, Prestuplenije i nakazanije) Fjodor Dostojevskij | Oliver Frljić         | Dramaten |
| 2023 | Mamman                                                   | Pappas födelsedag Alejandro Leiva Wenger                                                    | Frida Röhl            | Dramaten |
| 2024 |                                                          | Svindel Sara Stridsberg                                                                     | Rebecka Hemse         | Dramaten |